# New Ordentlich Gesangbuch
New Ordentlich Gesangbuch koralbok utgiven 1648 i Lüneburg. Anges som tryckt källa för melodin hämtad ur "Ach Jesu, dessen treu", till psalmen Jag vet på vem jag tror men har omarbetats ganska väsentligt och i J.C.F. Haeffners version (nr 160) används till flera psalmer i 1819 års psalmbok (nr 160, 171, 189, 193, 197, 207, 238, 297, 309, 313, 338, 340, 364, 365, 367 och 473). I 1937 års psalmbok används melodin också till flera psalmer, dock ofta som b-alternativ (nr 200, 222, 285, 290, 363, 368B, 384B, 389B, 393, 493, 557).

## Koraler
- Jag vet på vem jag tror och samma som till:
  - Bepröva mig, min Gud
  - En Fader heter du (=Ack, huru plågas jag)
  - Den vedervärdighet som mig elända trycker
  - Du, Herre, gott ej fann
  - Du som åt människan
  - Hur kan och skall jag dig
  - Jag får ej se Guds dag
  - Jag vet att du ditt ord och löfte aldrig ryggar (=Den vedervärdighet som mig elända trycker)
  - Mitt skuldregister, Gud
  - Nu vill jag bryta upp
  - O gode Herde, du som gav ditt liv för fåren
  - O Gud, du skänkt mig barn
  - O Gud, o Gud så from
  - O Gud, som skiftar allt
  - O store Allmakts-Gud
  - Säll den vars överträdelse
  - Väl mig i evighet